# Michael Haberlandt
Michael Haberlandt, född 29 september 1860, död 14 juni 1940, var en österrikisk etnograf.
Haberlandt var från 1912 chef för Museum für Völkerkunde i Wien. Han har bland annat utgett handböcker i etnologi, såsom Välkerkunde (1898, 3:e upplagan 2 band 1920-22) och skrivit partierna om Ostasien och Europas indogermanska folk i Buschans Illustrierte Völkerkunde (1924-27).